# Discografia lui Toni Iordache
Discografia țambalistului Toni Iordache cuprinde benzi de magnetofon, discuri de gramofon, de vinil, casete audio, CD-uri, ce conțin înregistrări realizate la casa de discuri Electrecord și la Societatea Română de Radiodifuziune.

## Discuri Electrecord
| An   | Număr de catalog                                                                                          | Format                     | Piese | Acompaniament |
| 1959 | EPA 2813                                                                                                  | shellac, 25 cm, 78 RPM     | Brâul | O.M.P.R., dirijor Victor Predescu |
| 1966 | EPC 653                                                                                                   | vinil, 17 cm, 33 ⅓ RPM     | 1. În grădina lui Ion și Hora boldenilor 2. Blestemat să fii de stele și Hora bătrânească 3. Multă lume noroc are și Hora lui Mieluță 4. Pentr-un cal și-o iapă sură și Hora bidinarilor | orchestra Nicu Stănescu |
| 1965 | EPE 0219 The Famous Romanian Folklore Ensemble «Ciocîrlia»                                                | vinil, LP, 30 cm, 33 ⅓ RPM | 15. Breaza de la Predeal | Orchestra Ansamblului „Ciocârlia”, dirijor Victor Predescu |
| 1967 | ST-EPE 0306 în anul 1973 a devenit : STM-EPE 0853 The Famous Romanian Folklore Ensemble «Ciocîrlia»       | vinil, LP, 30 cm, 33 ⅓ RPM | 11. Breaza de la Predeal | Orchestra Ansamblului „Ciocârlia”, dirijor Victor Predescu |
| 1967 | EPC 842                                                                                                   | vinil, 17 cm, 33 ⅓ RPM     | 1. Cuculeț de la pădure 2. Hora lui Toni 3. Mi-a plecat băiatu-n lume 4. Hora bătută | orchestra Victor Predescu |
| 1968 | EPE 0377 The Famous Romanian Folklore Ensemble «Ciocîrlia»                                                | vinil, LP, 30 cm, 33 ⅓ RPM | 14. Breaza de la Predeal | Orchestra Ansamblului „Ciocârlia”, dirijor Victor Predescu |
| 1969 | ST-EPE 0431 Instruments Folkloriques                                                                      | vinil, LP, 30 cm, 33 ⅓ RPM | 7. Hora de la Bâldana | orchestra Gheorghe Zamfir |
| 1969 | EPE 0471 / ST-EPE 0472 transf. în STM-EPE 0879 The Famous Romanian Folklore Ensemble «Ciocîrlia», Vol. II | vinil, LP, 30 cm, 33 ⅓ RPM | 4. Doina Oltului | Orchestra Ansamblului „Ciocârlia”, dirijor Tudor Pană |
| 1971 | EPE 0591 / ST-EPE 0592 transf. în STM-EPE 0895 Un virtuose du cymbalum                                    | vinil, LP, 30 cm, 33 ⅓ RPM | 1. Cântec de dragoste 2. Hora de la Bolintin 3. Geaba mă mai duc acasă și Hora lui Leonard 4. Hora din Ialomița 5. Sârbă oltenească 6. Variațiuni pe tema „Foaie verde și-o crăiță” 7. Hora ca la Rudari 8. Cântec de ascultare și Sârba de la Săbăreni 9. Ca la breaza 10. Doină de jale | orchestra Gheorghe Zamfir |
| 1973 | STM-EPE 0830 Un virtuose du cymbalum vol. II                                                              | vinil, LP, 30 cm, 33 ⅓ RPM | 1. Mă dusei în lumea largă 2. Măi neicuță, măi gorjene 3. Balada lui Corbea 4. Brâul pe șase ca la Muscel 5. Păsărică de sub nori 6. Hora lăutarilor 7. Pasărea și pitulicea 8. De doi 9. Doină transilvană 10. Hora de la Medgidia 11. Leliță Floare 12. Hora de la Popești 13. Breaza fetelor | orchestra Tudor Pană |
| 1975 | STC 0018 Instrumente populare românești                                                                   | casetă audio               | 7. Hora de la Bâldana 23. Breaza fetelor | orchestrele : Gheorghe Zamfir (7), Tudor Pană (23) |
| 1977 | STM-EPE 01364 Un virtuose du cymbalum vol. III                                                            | vinil, LP, 30 cm, 33 ⅓ RPM | 1. Cântec de ascultare și Brează 2. Hora de la Popești 3. Sârbă dobrogeană 4. Doina „Trandafir îmbobocit” 5. Horă 6. Joc de doi 7. Jocul ciocănelelor 8. Geamparalele 9. Hora dinspre ziuă de la Bolintin 10. Doina „Când eram copil mic” 11. Sârbă de la Medgidia 12. Horă lăutărească 13. Cântec și Breaza de la Fântânele | orchestra Florian Economu |
| 1980 | ST-EPE 01845 Tambal IV                                                                                    | vinil, LP, 30 cm, 33 ⅓ RPM | 1. Călușul 2. Cântă cucul primăvara 3. Horă moldovenească 4. Variațiuni pe tema „Așa beau oamenii buni” 5. Geamparalele de la Babadag 6. Aseară fusei la mândra 7. Ca la breaza 8. Mândruțo de dorul tău 9. Cântec la îmbrăcatul miresei 10. Hora de la Rudari 11. Sârba lui Florea Cioacă 12. Baladă haiducească 13. Nuneasca de la Craiova | orchestra Florian Economu |
| 1985 | ST-EPE 02882 Zamfir și virtuozii săi                                                                      | vinil, LP, 30 cm, 33 ⅓ RPM | 10. La cules de cucuruz 11. Sârba de concert | orchestra Gheorghe Zamfir |
| 1985 | ST-EPE 02883 Zamfir și virtuozii săi                                                                      | vinil, LP, 30 cm, 33 ⅓ RPM | 6. Doină 7. Horă | orchestra Gheorghe Zamfir |
| 1994 | EDC 164 A virtuoso of the cimbalom (1)                                                                    | compact disc               | 1. Călușul 2. Cântă cucul primăvara 3. Hora moldovenească 4. Variațiuni la cântecul „Așa beau oamenii buni” 5. Geamparalele de la Babadag 6. Aseară fusei la mândra 7. Ca la Breaza 8. Mândruțo, de dorul tău 9. Cântec la îmbrăcatul miresei 10. Hora de la Rudari 11. Joc de doi 12. Sârba lui Florea Cioacă 13. Jocul ciocănelelor 14. Nuneasca de la Craiova 15. Cântec de ascultare și Breaza 16. Hora de la Popești 17. Sârba dobrogeană 18. Hora 19. Geamparalele lui Haidim 20. Hora dinspre ziuă din Bolintin 21. Sârba de la Medgidia 22. Cântec și Breaza ca la Fântânele 23. Leliță Floare 24. Măi neicuță, măi gorjene 25. Brâul pe șase ca la Muscel 26. Păsărică de sub nori 27. Hora lăutarilor 28. Pasărea și pitulicu 29. De doi | orchestrele : Florian Economu (1-22), Tudor Pană (23-29) |
| 2001 | EDC 392 A virtuoso of the cimbalom (2)                                                                    | compact disc               | 1. Hora de la Bâldana 2. Sârba oltenească 3. Variațiuni pe tema „Foaie verde și-o crăiță” 4. Doina Oltului 5. Hora de la Bolintin 6. Geaba mă mai duc acasă și Hora lui Leonard 7. Doină de jale 8. Cântec de ascultare și Sârba de la Săbăreni 9. Cântec de dragoste 10. Hora din Ialomița 11. Doina „Trandafir îmbobocit” 12. Breaza fetelor 13. Balada lui Corbea 14. Mă dusei în lume largă 15. Doină transilvană 16. Hora lăutărească 17. Doina „Când eram copil mic” 18. Hora de la Medgidia 19. Baladă haiducească | orchestrele : Gheorghe Zamfir (1-3, 5-10), Tudor Pană (4, 12-15, 18), Florian Economu (11, 16, 17, 19) |
| 2010 | EDC 967 Țambal. Comori ale muzicii lăutărești.                                                            | compact disc               | 1. În gradina lui Ion și Hora boldenilor 2. Picături de untdelemn 3. Hora de la Bâldana 4. Blestemat să fi de stele și Hora bătrâneasca 5. Sârba oltenească 6. Cuculeț de la pădure 7. Hora bătuta 8. Multa lume noroc are și Hora lui Mieluța 9. Geamparalele lui Haidim 10. Cântec la îmbrăcatul miresii 11. Nuneasca de la Craiova 12. Hora lui Toni 13. Pentr-un cal și-o iapa sura și Hora bidinarilor 14. Călușul 15. Mi-a plecat băiatu-n lume 16. Hora dinspre ziuă din Bolintin 17. Canta cucul primăvara 18. Hora lăutărească 19. Jocul ciocănelelor 20. Păsărica de sub nori 21. Cântec de ascultare și Sârba de la Săbăreni 22. Breaza ca la Predeal 23. Hora moldovenească 24. Geaba mai ma duc acasă și Hora lui Leonard             | orchestrele : Nicu Stănescu (1, 4, 8, 13), Victor Predescu (6-7, 12, 15,), Gheorghe Zamfir (2-3, 5, 21, 24), Tudor Pană (20), Florian Economu (9-11, 14, 16-19, 23), Orchestra Ansamblului „Ciocârlia”, dirijor Victor Predescu (22) |

## ÎnregistrăriRadio România
| Anul înreg. | Piese                                                | Acompaniament                                           | Note                     |
| 1962        | Breaza Cântec de dragoste (Sub streașina casei mele) | O.M.P.R., dirijor Radu Voinescu                         |                          |
| 1978        | Hai Buzău, Buzău                                     | Orchestra „Virtuosii României”, dirijor Florian Economu | înregistrare din concert |
| 1978        | Brâul pe opt                                         | Orchestra „Ciocârlia”, dirijor Tudor Pană               |                          |
| 1979        | Geamparalele Hora de concert                         | O.M.P.R., dirijor Radu Voinescu                         |                          |
| 1987        | Ioane, Ioane Omul bun și mărul copt                  | orchestra Florian Economu                               |                          |
| indisp.     | La cules de cucuruz                                  | orchestra Victor Predescu                               |                          |